# Opstandelseskirken (Sankt Petersborg)
 Denne artikel omhandler katedralen i Sankt Petersborg. Opslagsordet har også en anden betydning, se Opstandelseskirken.
 Der er for få eller ingen kildehenvisninger i denne artikel, hvilket er et problem. Du kan hjælpe ved at angive troværdige kilder til de påstande, som fremføres i artiklen.

Opstandelseskirken (Russisk: Храм Спас на крови eller Khram Spasa na Krovi) er en katedral i Sankt Petersborg. Den kaldes også Blodskirken, et navn den har fået, idet Alexander 2. af Rusland blev myrdet på denne plads den 13. marts 1881; kirken blev bygget senere til hans ære. Kirken ligger ved Gribojedovkanalen, ikke langt fra byens hovedgade Nevskij Prospekt.
Bygningen er i dag et sekulært museum.

## Baggrund
Den 13. marts 1881 var Zar Alexander 2. på vej langs Gribojedovkanalen, da hans karet blev udsat for to granatangreb af medlemmerne af den anarkistiske organisation Folkets Vilje (ru: Народная Воля). Den første granat dræbte en af kosakkerne, der skulle beskytte zaren, og sårede flere, mens Alexander 2. slap uskadt. I det efterfølgende kaos lykkedes det en anden ung mand, Ignatij Grineviskij, at gennemføre endnu et angreb, der foruden at dræbe ham selv også resulterede i at zaren blev dødeligt såret; han døde nogle timer senere i Vinterpaladset.

## Konstruktion
Straks efter Alexander 2.'s død lod hans søn Alexander 3. byggeriet af kirken påbegynde som et mindesmonument over sin far. Arbejdet skred langsomt frem og kirken stod først færdig i 1907, efter stor indsats fra zar Nikolaj 2. Byggeriet havde da kostet den russiske stat 4,6 millioner rubler. En del af vejen, som zaren havde færdedes på, da han blev myrdet, blev under byggeriet indlemmet i kirkens rum.

## Senere historie
Kirken blev i første omgang bygget som et mindesmærke, men har gennem årene haft flere forskellige funktioner.
Sovjetregeringen lukkede kirken i 1930. I 1931 åbnede de i stedet Museet over folkets vilje som et minde om den dåd, der havde været årsag til kirkens opførelse. Dette lukkede imidlertid tre år senere, da Stalin frygtede at det skulle anspore til terrorisme eller mordforsøg på ham selv.
Under 2. verdenskrig og belejringen af Leningrad (det nuværende Sankt Petersborg) blev kirken anvendt som marked for grøntsager. Mange indbyggere i Leningrad søgte også tilflugt i kirken for tyskernes artilleribombardementer. Kirken blev i samme forbindelse noget beskadiget, men er blevet restaureret og er i dag en af Sankt Petersborgs vigtigste turistattraktioner. Det er især mosaikkerne og de pompøse vægmalerier der lokker besøgende til kirken. Der holdes undertiden også gudstjenester i kirken, der normalt er åben for besøgende dagligt fra klokken otte morgen til elleve aften.
Fra 1970 til 1997 blev kirken restaureret og blev genåbnet i august 1997. I dag huser Opstandelseskirken et museum over mosaik.

## Gallery
- Kirken set fra den nærliggende park
- Mosaikker indenfor
- Udendørs mosaikker
- Opstandelseskirken set fra Gribojedovkanalen
- Ikoner i kirken
- I kirkerummet